# Paulie Ayala
Paulie Ayala est un boxeur américain né le 22 avril 1970 à Fort Worth, Texas.

## Carrière
Il devient champion du monde des poids coqs WBA le 26 juin 1999 en battant aux points Johnny Tapia. Ce combat est élu combat de l'année 1999 par Ring Magazine et Ayala boxeur de l'année.
Il défend ensuite 3 fois sa ceinture en dominant respectivement Saohin Srithai Condo, Johnny Bredahl et Hugo Dianzo. Il bat à nouveau Johnny Tapia puis décide d'affronter Clarence Adams, titre IBO des super-coqs en jeu. Il l'emporte aux points par décision partagée le 4 août 2001 puis à l'unanimité des juges lors de la revanche organisée le 23 février 2002.
Paulie Ayala défie alors Erik Morales pour le titre de champion du monde poids plumes WBC mais il est battu le 16 novembre 2002 au Mandalay Bay de Las Vegas. Vainqueur l'année suivante d'Edel Ruiz en 10 rounds, il met un terme à sa carrière après sa défaite contre Marco Antonio Barrera le 19 juin 2004.

## Distinctions
- Paulie Ayala est élu boxeur de l'année en 1999 par Ring Magazine.
- Ayala - Tapia I est élu combat de l'année en 1999.